# Toulouse Football Club 2012-2013
Questa voce raccoglie le informazioni riguardanti il Toulouse Football Club nelle competizioni ufficiali della stagione 2012-2013.

## Stagione
Il Tolosa chiuse la stagione al 10º posto in classifica. L'avventura nella Coupe de la Ligue 2012-2013 terminò ai sedicesimi di finale con l'eliminazione per mano del Lilla, mentre quella nella Coupe de France 2012-2013 si chiuse agli ottavi di finale, dove la squadra fu battuta dal Paris Saint-Germain. Il calciatore più utilizzato in stagione fu Étienne Didot con 40 presenze (36 in campionato, 2 nella Coupe de la Ligue e 2 nella Coupe de France), mentre il miglior marcatore fu Wissam Ben Yedder con 15 reti (tutte siglate in campionato).

## Maglie e sponsor
Lo sponsor tecnico per la stagione 2012-2013 fu Kappa, mentre lo sponsor ufficiale fu JD Patrimoine. La divisa casalinga era composta da una maglietta viola con strisce bianche, pantaloncini e calzettoni bianchi con inserti viola. Quella da trasferta era invece costituita da una maglietta bianca con inserti viola, pantaloncini viola e calzettoni bianchi. La terza divisa era invece totalmente nera, con inserti rosa.
| Casa | Trasferta | Terza divisa |

## Rosa
| N. |                    | Ruolo | Calciatore             |
| -- | ------------------ | ----- | ---------------------- |
| 1  | Francia (bandiera) | P     | Marc Vidal             |
| 4  | Francia (bandiera) | D     | Jean-Daniel Akpa-Akpro |
| 5  | Guinea (bandiera)  | D     | Issiaga Sylla          |
| 6  | Francia (bandiera) | C     | Adrien Rabiot          |
| 7  | Francia (bandiera) | C     | Wissam Ben Yedder      |
| 8  | Francia (bandiera) | C     | Étienne Didot          |
| 9  | Israele (bandiera) | A     | Eden Ben Basat         |
| 9  | Francia (bandiera) | A     | Emmanuel Rivière       |
| 10 | Francia (bandiera) | C     | Franck Tabanou         |
| 11 | Francia (bandiera) | D     | Jonathan Zebina        |
| 12 | Senegal (bandiera) | D     | Cheikh M'Bengue        |
| 14 | Francia (bandiera) | C     | Pantxi Sirieix         |
| 15 | Francia (bandiera) | D     | Mickaël Firmin         |
| 16 | Francia (bandiera) | P     | Olivier Blondel        |
| 17 | Francia (bandiera) | C     | Adrien Regattin        |

| N. |                       | Ruolo | Calciatore      |
| -- | --------------------- | ----- | --------------- |
| 18 | Francia (bandiera)    | A     | Yannick Aguemon |
| 19 | Francia (bandiera)    | D     | Serge Aurier    |
| 22 | Marocco (bandiera)    | C     | Adil Hermach    |
| 22 | Francia (bandiera)    | C     | Moussa Sissoko  |
| 23 | Tunisia (bandiera)    | D     | Aymen Abdennour |
| 24 | Serbia (bandiera)     | D     | Pavle Ninkov    |
| 25 | Norvegia (bandiera)   | C     | Daniel Braaten  |
| 27 | Portogallo (bandiera) | A     | Yannick Djaló   |
| 29 | Francia (bandiera)    | C     | Étienne Capoue  |
| 30 | Francia (bandiera)    | P     | Ali Ahamada     |
| 33 | Francia (bandiera)    | D     | Thibault Peyre  |
| 34 | Francia (bandiera)    | D     | Steeve Yago     |
| 35 | Francia (bandiera)    | C     | Kévin Rodrigues |
| 36 | Francia (bandiera)    | C     | Cheick Bangré   |

## Calciomercato

### Sessione estiva(dal 01/07 al 31/08)
| Acquisti | Acquisti        | Acquisti | Acquisti   |
| R.       | Nome            | da       | Modalità   |
| -------- | --------------- | -------- | ---------- |
| P        | Olivier Blondel |          | svincolato |
| D        | Jonathan Zebina |          | svincolato |
| A        | Yannick Djaló   | Benfica  | prestito   |

| Cessioni | Cessioni        | Cessioni    | Cessioni   |
| R.       | Nome            | a           | Modalità   |
| -------- | --------------- | ----------- | ---------- |
| P        | Yohann Pelé     |             | ritiro     |
| P        | Rémy Riou       |             | svincolato |
| D        | Daniel Congré   | Montpellier | definitivo |
| D        | Antoine Devaux  |             | svincolato |
| D        | Mohamed Fofana  |             | svincolato |
| C        | Umut Bulut      | Galatasaray | prestito   |
| C        | Paulo Machado   | Olympiacos  | definitivo |
| A        | Amadou Soukouna | Luzenac     | prestito   |

### Sessione invernale(dal 01/01 al 31/01)
| Acquisti | Acquisti       | Acquisti            | Acquisti   |
| R.       | Nome           | da                  | Modalità   |
| -------- | -------------- | ------------------- | ---------- |
| D        | Adrien Rabiot  | Paris Saint-Germain | prestito   |
| D        | Issiaga Sylla  | Horoya              | definitivo |
| C        | Adil Hermach   | Al-Hilal            | prestito   |
| A        | Eden Ben Basat | Brest               | definitivo |

| Cessioni | Cessioni         | Cessioni      | Cessioni   |
| R.       | Nome             | a             | Modalità   |
| -------- | ---------------- | ------------- | ---------- |
| D        | Mickaël Firmin   | Épinal        | prestito   |
| C        | Moussa Sissoko   | Newcastle Utd | definitivo |
| A        | Emmanuel Rivière | Monaco        | definitivo |

## Risultati

### Ligue 1

#### Girone di andata
| Arbitro: | Gautier (Seclin) |

|            |           |                |
| Camara 34’ | Marcatori | 72’ Ben Yedder |

| Arbitro: | Fautrel (Avranches) |

|                           |           |            |
| Capoue 35’ Ben Yedder 59’ | Marcatori | 90’ Gradel |

| Arbitro: | Lesage |

|  |           |             |
|  | Marcatori | 11’ Sissoko |

| Arbitro: | Millot (Châtenay-Malabry) |

|                |           |                      |
| Ben Yedder 89’ | Marcatori | 57’ (aut.) Abdennour |

| Arbitro: | Castro (Lione) |

|                             |           |  |
| Pastore 38’ Ibrahimović 69’ | Marcatori |  |

| Arbitro: | Bien (Chambéry) |

|                            |           |                         |
| Ben Yedder 24’ Ahamada 90’ | Marcatori | 10’ Pitroipa 65’ Erdinç |

| Arbitro: | Buquet (Amiens) |

|  |           |                            |
|  | Marcatori | 65’ Ben Yedder 74’ Rivière |

| Arbitro: | Cailleux (San Quintino) |

|                             |           |                       |
| Ben Yedder 56’ Regattin 90’ | Marcatori | 12’ Kadir 15’ Sánchez |

| Arbitro: | Ennjimi (Casablanca) |

|  |           |                                          |
|  | Marcatori | 24’ Tabanou 44’, 50’ Rivière 87’ Braaten |

| Arbitro: | Millot (Châtenay-Malabry) |

|                                        |           |               |
| Ben Yedder 30’ Capoue 40’ Regattin 90’ | Marcatori | 76’ Lesoimier |

| Arbitro: | Rainville (Nîmes) |

|              |           |  |
| Gouffran 87’ | Marcatori |  |

| Arbitro: | Varela (Dunkerque) |

|                                 |           |                                                  |
| Lippini 4’ (aut.) Abdennour 72’ | Marcatori | 16’ Sammaritano 34’, 90’ Belghazouani 67’ Diarra |

| Arbitro: | Chapron (Flers) |

|               |           |  |
| Cvitanich 60’ | Marcatori |  |

| Arbitro: | Kalt (Colmar) |

|                                |           |  |
| Ben Yedder 50’, 87’ Capoue 90’ | Marcatori |  |

| Arbitro: | Bien (Chambéry) |

|             |           |  |
| Corgnet 45’ | Marcatori |  |

| Tolosa 7 dicembre 2012, ore 20:45 16ª giornata | Tolosa          | 0 – 0 referto | Bastia | Stadium Municipal (29.702 spett.)\| Arbitro: \| Buquet (Amiens) \| |
| Arbitro:                                       | Buquet (Amiens) |               |        |                                                                    |

| Arbitro: | Moreira (Belfort) |

|                    |           |  |
| Baša 55’ Payet 83’ | Marcatori |  |

| Arbitro: | Bastien (Épinal) |

|  |           |            |
|  | Marcatori | 68’ Gignac |

| Arbitro: | Jaffredo (Vannes) |

|                          |           |  |
| Regattin 26’ Rivière 85’ | Marcatori |  |

#### Girone di ritorno
| Arbitro: | Gautier (Seclin) |

|                      |           |                      |
| Perrin 26’ Mollo 62’ | Marcatori | 28’ Didot 43’ Aurier |

| Arbitro: | Moreira (Belfort) |

|                  |           |              |
| Tabanou 57’, 78’ | Marcatori | 83’ Karaboué |

| Arbitro: | Thual (Brest) |

|                |           |            |
| Krychowiak 74’ | Marcatori | 56’ Capoue |

| Arbitro: | Chapron (Flers) |

|  |           |                                                       |
|  | Marcatori | 4’ Pastore 36’ Ibrahimović 70’ Sakho 73’ van der Wiel |

| Arbitro: | Ennjimi (Casablanca) |

|                             |           |  |
| Alessandrini 79’ Erdinç 84’ | Marcatori |  |

| Arbitro: | Varela (Dunkerque) |

|                                |           |                       |
| Ben Basat 87’ Nivet 89’ (aut.) | Marcatori | 78’ Yattara 83’ Nivet |

| Valenciennes 23 febbraio 2013, ore 20:00 26ª giornata | Valenciennes              | 0 – 0 referto | Tolosa | Stade du Hainaut (11.470 spett.)\| Arbitro: \| Millot (Châtenay-Malabry) \| |
| Arbitro:                                              | Millot (Châtenay-Malabry) |               |        |                                                                             |

| Tolosa 2 marzo 2013, ore 20:00 27ª giornata | Tolosa            | 0 – 0 referto | Évian TG | Stadium Municipal (11.011 spett.)\| Arbitro: \| Rainville (Nîmes) \| |
| Arbitro:                                    | Rainville (Nîmes) |               |          |                                                                      |

| Arbitro: | Bien (Chambéry) |

|  |           |            |
|  | Marcatori | 45’ Rabiot |

| Tolosa 17 marzo 2013, ore 17:00 29ª giornata | Tolosa                  | 0 – 0 referto | Bordeaux | Stadium Municipal (11.011 spett.)\| Arbitro: \| Cailleux (San Quintino) \| |
| Arbitro:                                     | Cailleux (San Quintino) |               |          |                                                                            |

| Arbitro: | Kalt (Colmar) |

|                            |           |                             |
| Zebina 18’ (aut.) Mutu 41’ | Marcatori | 25’, 79’ Capoue 32’ Tabanou |

| Arbitro: | Turpin (Oulins) |

|                               |           |                                         |
| Ben Yedder 8’, 90’ Capoue 20’ | Marcatori | 1’, 40’ Bauthéac 69’ Cvitanich 90’ Anin |

| Arbitro: | Rainville (Nîmes) |

|                               |           |                |
| Grenier 8’ Koné 49’ Gomis 63’ | Marcatori | 28’ Ben Yedder |

| Arbitro: | Delerue |

|  |           |               |
|  | Marcatori | 77’ Aliadière |

| Furiani 27 aprile 2013, ore 20:00 34ª giornata | Bastia              | 0 – 0 referto | Tolosa | Stade Armand Cesari (13.130 spett.)\| Arbitro: \| Fautrel (Avranches) \| |
| Arbitro:                                       | Fautrel (Avranches) |               |        |                                                                          |

| Arbitro: | Chapron (Flers) |

|                                                    |           |                    |
| Ben Yedder 20’ Didot 32’ Braaten 56’ Ben Basat 89’ | Marcatori | 39’ Baša 48’ Kalou |

| Arbitro: | Ennjimi (Casablanca) |

|               |           |               |
| Ayew 45’, 62’ | Marcatori | 82’ Ben Basat |

| Arbitro: | Varela (Dunkerque) |

|         |           |                          |
| Sio 42’ | Marcatori | 14’ Sylla 21’ Akpa-Akpro |

| Arbitro: | Lesage |

|                    |           |  |
| Ben Yedder 5’, 11’ | Marcatori |  |

### Coupe de la Ligue
| Arbitro: | Bastien (Épinal) |

|  |           |           |
|  | Marcatori | 84’ Djaló |

| Arbitro: | Duhamel (Rouen) |

|           |           |  |
| Roux 117’ | Marcatori |  |

### Coupe de France
| Arbitro: | Cailleux (San Quintino) |

|  |           |             |
|  | Marcatori | 59’ Rivière |

| Arbitro: | Castro (Lione) |

|                                    |           |             |
| Gameiro 8’ Pastore 48’ Lavezzi 66’ | Marcatori | 18’ Tabanou |

## Statistiche

### Statistiche di squadra
| Competizione      | Punti | In casa | In casa | In casa | In casa | In casa | In casa | In trasferta | In trasferta | In trasferta | In trasferta | In trasferta | In trasferta | Totale | Totale | Totale | Totale | Totale | Totale | DR |
| Competizione      | Punti | G       | V       | N       | P       | Gf      | Gs      | G            | V            | N            | P            | Gf           | Gs           | G      | V      | N      | P      | Gf     | Gs     | DR |
| ----------------- | ----- | ------- | ------- | ------- | ------- | ------- | ------- | ------------ | ------------ | ------------ | ------------ | ------------ | ------------ | ------ | ------ | ------ | ------ | ------ | ------ | -- |
| Ligue 1           | 79    | 19      | 7       | 7       | 5       | 30      | 26      | 19           | 6            | 5            | 8            | 19           | 21           | 38     | 13     | 12     | 13     | 49     | 47     | +2 |
| Coupe de la Ligue | -     | 0       | 0       | 0       | 0       | 0       | 0       | 2            | 1            | 0            | 1            | 1            | 1            | 2      | 1      | 0      | 1      | 1      | 1      | 0  |
| Coupe de France   | -     | 0       | 0       | 0       | 0       | 0       | 0       | 2            | 1            | 0            | 1            | 2            | 3            | 2      | 1      | 0      | 1      | 2      | 3      | -1 |
| Totale            | -     | 19      | 7       | 7       | 5       | 30      | 26      | 23           | 8            | 5            | 10           | 22           | 25           | 42     | 15     | 12     | 15     | 52     | 51     | +1 |

### Statistiche dei giocatori
| Giocatore     | Ligue 1  | Ligue 1 | Ligue 1     | Ligue 1    | Coupe de France+Coupe de la Ligue | Coupe de France+Coupe de la Ligue | Coupe de France+Coupe de la Ligue | Coupe de France+Coupe de la Ligue | Coppe europee | Coppe europee | Coppe europee | Coppe europee | Altre coppe | Altre coppe | Altre coppe | Altre coppe | Totale   | Totale | Totale      | Totale     |
| Giocatore     | Presenze | Reti    | Ammonizioni | Espulsioni | Presenze                          | Reti                              | Ammonizioni                       | Espulsioni                        | Presenze      | Reti          | Ammonizioni   | Espulsioni    | Presenze    | Reti        | Ammonizioni | Espulsioni  | Presenze | Reti   | Ammonizioni | Espulsioni |
| ------------- | -------- | ------- | ----------- | ---------- | --------------------------------- | --------------------------------- | --------------------------------- | --------------------------------- | ------------- | ------------- | ------------- | ------------- | ----------- | ----------- | ----------- | ----------- | -------- | ------ | ----------- | ---------- |
| A. Abdennour  | 30       | 1       | 6           | 0          | 1+2                               | 0                                 | 0                                 | 0                                 | ?             | ?             | ?             | ?             | ?           | ?           | ?           | ?           | 33+      | 1+     | 6+          | 0+         |
| Y. Aguemon    | 0        | 0       | 0           | 0          | 0                                 | 0                                 | 0                                 | 0                                 | ?             | ?             | ?             | ?             | ?           | ?           | ?           | ?           | 0+       | 0+     | 0+          | 0+         |
| A. Ahamada    | 36       | 1       | 2           | 1          | 1+0                               | 0                                 | 0                                 | 0                                 | ?             | ?             | ?             | ?             | ?           | ?           | ?           | ?           | 37+      | 1+     | 2+          | 1+         |
| J. Akpa-Akpro | 19       | 1       | 4           | 0          | 2+1                               | 0                                 | 0+1                               | 0                                 | ?             | ?             | ?             | ?             | ?           | ?           | ?           | ?           | 22+      | 1+     | 5+          | 0+         |
| S. Aurier     | 28       | 1       | 4           | 1          | 2+2                               | 0                                 | 1+0                               | 0                                 | ?             | ?             | ?             | ?             | ?           | ?           | ?           | ?           | 32+      | 1+     | 5+          | 1+         |
| C. Bangré     | 0        | 0       | 0           | 0          | 0                                 | 0                                 | 0                                 | 0                                 | ?             | ?             | ?             | ?             | ?           | ?           | ?           | ?           | 0+       | 0+     | 0+          | 0+         |
| E. Ben Basat  | 8        | 3       | 2           | 0          | 0                                 | 0                                 | 0                                 | 0                                 | ?             | ?             | ?             | ?             | ?           | ?           | ?           | ?           | 8+       | 3+     | 2+          | 0+         |
| W. Ben Yedder | 34       | 15      | 1           | 0          | 2+1                               | 0                                 | 0                                 | 0                                 | ?             | ?             | ?             | ?             | ?           | ?           | ?           | ?           | 37+      | 15+    | 1+          | 0+         |
| O. Blondel    | 4        | 0       | 0           | 0          | 1+2                               | 0                                 | 0                                 | 0                                 | ?             | ?             | ?             | ?             | ?           | ?           | ?           | ?           | 7+       | 0+     | 0+          | 0+         |
| D. Braaten    | 32       | 2       | 2           | 0          | 2+1                               | 0                                 | 0                                 | 0                                 | ?             | ?             | ?             | ?             | ?           | ?           | ?           | ?           | 35+      | 2+     | 2+          | 0+         |
| É. Capoue     | 34       | 7       | 8           | 1          | 2+2                               | 0                                 | 1+0                               | 0                                 | ?             | ?             | ?             | ?             | ?           | ?           | ?           | ?           | 38+      | 7+     | 9+          | 1+         |
| É. Didot      | 36       | 2       | 5           | 0          | 2+2                               | 0                                 | 0                                 | 0                                 | ?             | ?             | ?             | ?             | ?           | ?           | ?           | ?           | 40+      | 2+     | 5+          | 0+         |
| Y. Djaló      | 17       | 0       | 0           | 0          | 2+1                               | 0+1                               | 0                                 | 0                                 | ?             | ?             | ?             | ?             | ?           | ?           | ?           | ?           | 20+      | 1+     | 0+          | 0+         |
| M. Firmin     | 0        | 0       | 0           | 0          | 0                                 | 0                                 | 0                                 | 0                                 | ?             | ?             | ?             | ?             | ?           | ?           | ?           | ?           | 0+       | 0+     | 0+          | 0+         |
| A. Hermach    | 9        | 0       | 3           | 0          | 0                                 | 0                                 | 0                                 | 0                                 | ?             | ?             | ?             | ?             | ?           | ?           | ?           | ?           | 9+       | 0+     | 3+          | 0+         |
| C. M'Bengue   | 28       | 0       | 7           | 2          | 1+1                               | 0                                 | 0                                 | 0                                 | ?             | ?             | ?             | ?             | ?           | ?           | ?           | ?           | 30+      | 0+     | 7+          | 2+         |
| P. Ninkov     | 21       | 0       | 3           | 0          | 1+2                               | 0                                 | 0                                 | 0                                 | ?             | ?             | ?             | ?             | ?           | ?           | ?           | ?           | 24+      | 0+     | 3+          | 0+         |
| T. Peyre      | 0        | 0       | 0           | 0          | 0                                 | 0                                 | 0                                 | 0                                 | ?             | ?             | ?             | ?             | ?           | ?           | ?           | ?           | 0+       | 0+     | 0+          | 0+         |
| A. Rabiot     | 13       | 1       | 0           | 0          | 0                                 | 0                                 | 0                                 | 0                                 | ?             | ?             | ?             | ?             | ?           | ?           | ?           | ?           | 13+      | 1+     | 0+          | 0+         |
| A. Regattin   | 27       | 3       | 2           | 1          | 1+2                               | 0                                 | 0                                 | 0                                 | ?             | ?             | ?             | ?             | ?           | ?           | ?           | ?           | 30+      | 3+     | 2+          | 1+         |
| E. Rivière    | 18       | 4       | 0           | 0          | 2+1                               | 1+0                               | 0                                 | 0                                 | ?             | ?             | ?             | ?             | ?           | ?           | ?           | ?           | 21+      | 5+     | 0+          | 0+         |
| K. Rodrigues  | 1        | 0       | 0           | 0          | 0                                 | 0                                 | 0                                 | 0                                 | ?             | ?             | ?             | ?             | ?           | ?           | ?           | ?           | 1+       | 0+     | 0+          | 0+         |
| P. Sirieix    | 23       | 0       | 1           | 0          | 2+1                               | 0                                 | 0+1                               | 0                                 | ?             | ?             | ?             | ?             | ?           | ?           | ?           | ?           | 26+      | 0+     | 2+          | 0+         |
| M. Sissoko    | 19       | 1       | 2           | 0          | 1+2                               | 0                                 | 0                                 | 0                                 | ?             | ?             | ?             | ?             | ?           | ?           | ?           | ?           | 22+      | 1+     | 2+          | 0+         |
| I. Sylla      | 4        | 1       | 0           | 0          | 0                                 | 0                                 | 0                                 | 0                                 | ?             | ?             | ?             | ?             | ?           | ?           | ?           | ?           | 4+       | 1+     | 0+          | 0+         |
| F. Tabanou    | 34       | 4       | 6           | 1          | 1+2                               | 1+0                               | 0                                 | 0                                 | ?             | ?             | ?             | ?             | ?           | ?           | ?           | ?           | 37+      | 5+     | 6+          | 1+         |
| M. Vidal      | 0        | 0       | 0           | 0          | 0                                 | 0                                 | 0                                 | 0                                 | ?             | ?             | ?             | ?             | ?           | ?           | ?           | ?           | 0+       | 0+     | 0+          | 0+         |
| J. Zebina     | 17       | 0       | 6           | 0          | 1+0                               | 0                                 | 0                                 | 0                                 | ?             | ?             | ?             | ?             | ?           | ?           | ?           | ?           | 18+      | 0+     | 6+          | 0+         |